# Аеродром Бодрум
Аеродром Милас-Бодрум (тур. Milas-Bodrum Havalimanı) је међународни аеродром турског туристичког одредишта Бодрума, смештен 36 km североисточно од града. Спада међу 10 најпрометнијих ваздушних лука у држави. Промет туриста је махом везан за туризам у Бодруму и оближњим местима на Егејском мору, па преовлађују сезонске линије и чартери.